# Труворово городище
Тру́ворово (Ста́рое Избо́рское) городи́ще — археологический памятник VII—XVIII веков близ Изборска (Псковская область).
Занимает остроконечный треугольный мыс приподнятого плато высотой до 48 метров — Жеравьей горы над Городищенским озером. Площадка городища имеет подтреугольные очертания размерами около 1 га и с напольной стороны защищена валом высотой до 6 метров и рвом глубиной около трёх метров.

## История
Поселение было основано кривичами на рубеже VII—VIII веков, впервые упоминается в Лаврентьевской летописи под 862 годом. Площадь поселения — 7000 м². Наряду со славянскими наземными срубными домами с деревянными полами и глиняными печами в одном из углов на городище были постройки неславянского населения с глинобитными полами и очагами. Десятая часть изборской керамики была прибалтийско-финского рыугеского типа.
На Изборском (Труворовом) городище, как и в других местах на северо-западе Руси (Псков, Камно, Рыуге, Ладога) в VIII—IX веках получили распространение литейные формочки из известняка, в результате возрождения моды на подобные украшения, выработанные в пражской культуре ранних славян на рубеже VI—VII веков.

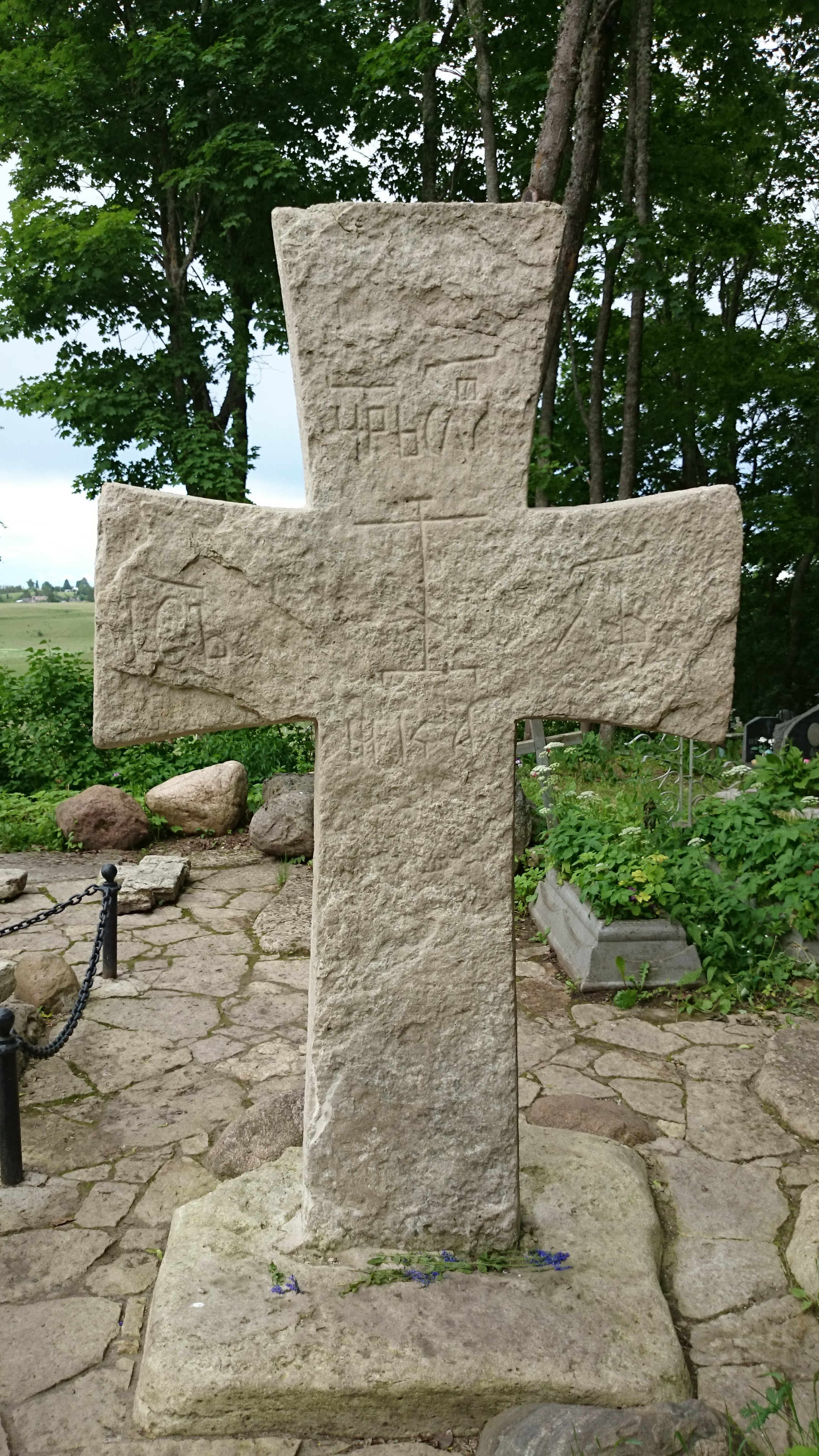
Труворов крест

После сильного пожара Изборск в первой половине X века из племенного центра становится раннесредневековым городом с двухчастной структурой — мысовая часть городища становится княжеско-дружинным детинцем, обнесённым по периметру мощной стеной из дубовых брёвен с воротами, в котором найдены только предметы быта, оружие и украшения. Ремесленники же жили в окольном городе (посаде), защищённом с напольной стороны дугообразным валом из глины, каменной стеной на его гребне и рвом.
В Псковской летописи под 1303 годом говорится, что:

«Избореск поставлен бысть на новом месте».
На территории городища располагается церковь Николая Чудотворца XVII века. Рядом с городищем находится древнее кладбище с сохранившимися каменными крестами XV века. Один из крестов, высотой выше человеческого роста, известен как Труворов крест (Труворова могила). Народное предание связывает его с легендарным варягом Трувором.
Трувор является одним из персонажей в исторической серии из 12 медалей, посвящённых истории древней Руси и отчеканенных по повелению Екатерины II служащим монетного двора Иоганном Балтазаром Гассом. На аверсе медали располагался вымышленный портрет Рюрика, а на реверсе — насыпной Труворов курган и надпись: «До днесь памятен», внизу: «Трувор скончался в Изборске в 864 году».

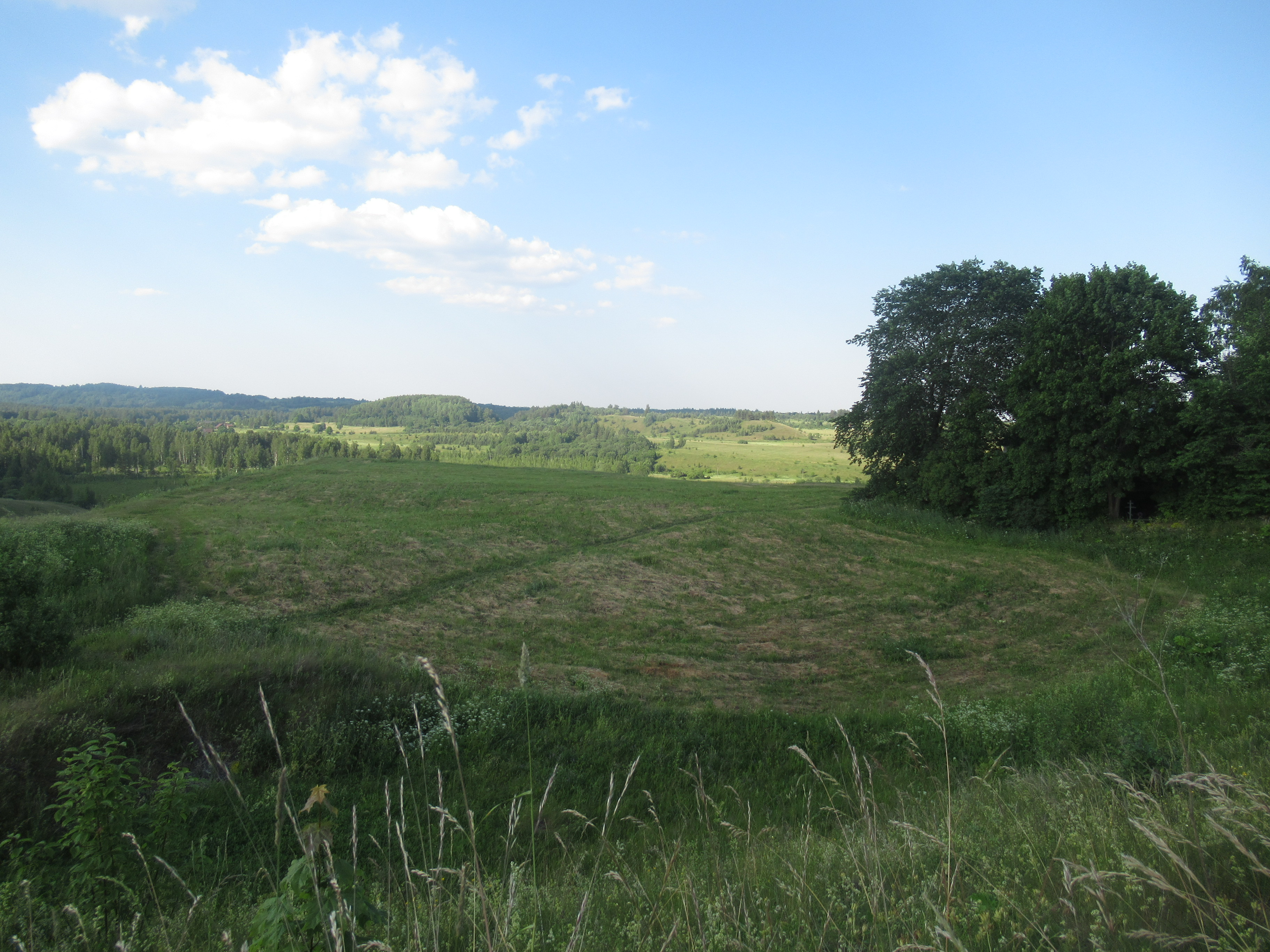
Труворово городище
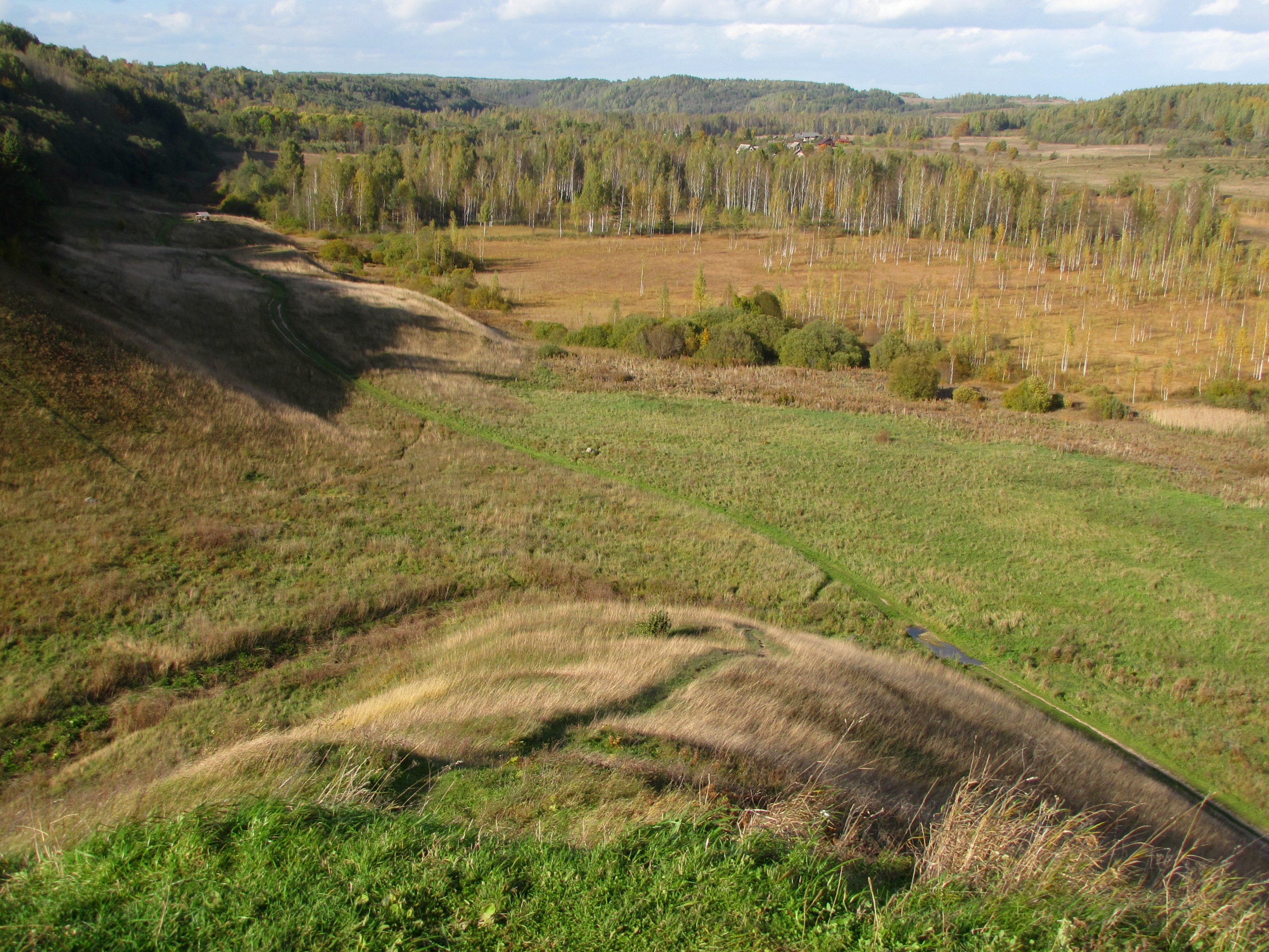
«Мыс» городища и вид на Изборско-Мальскую долину
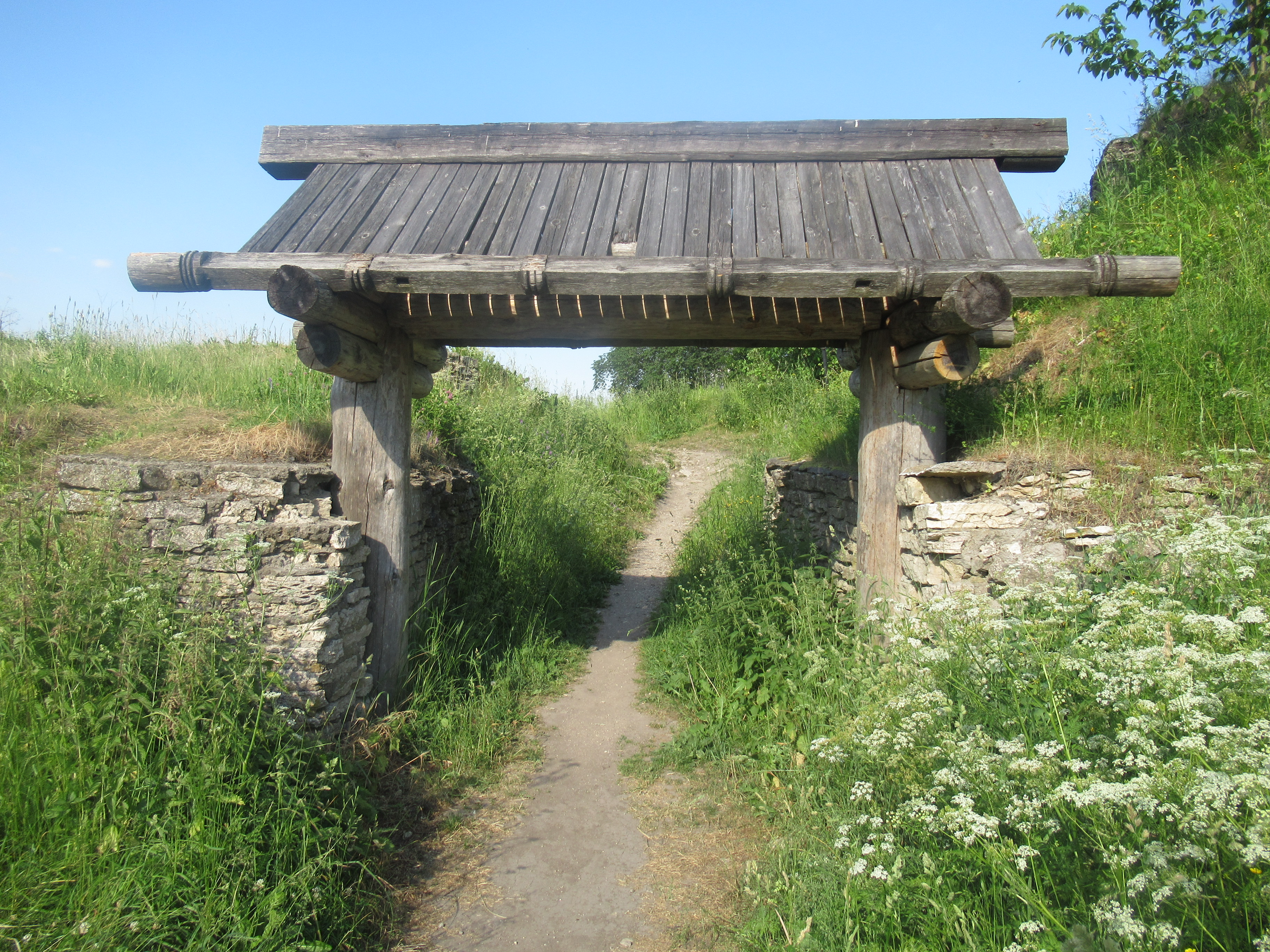
Городские ворота
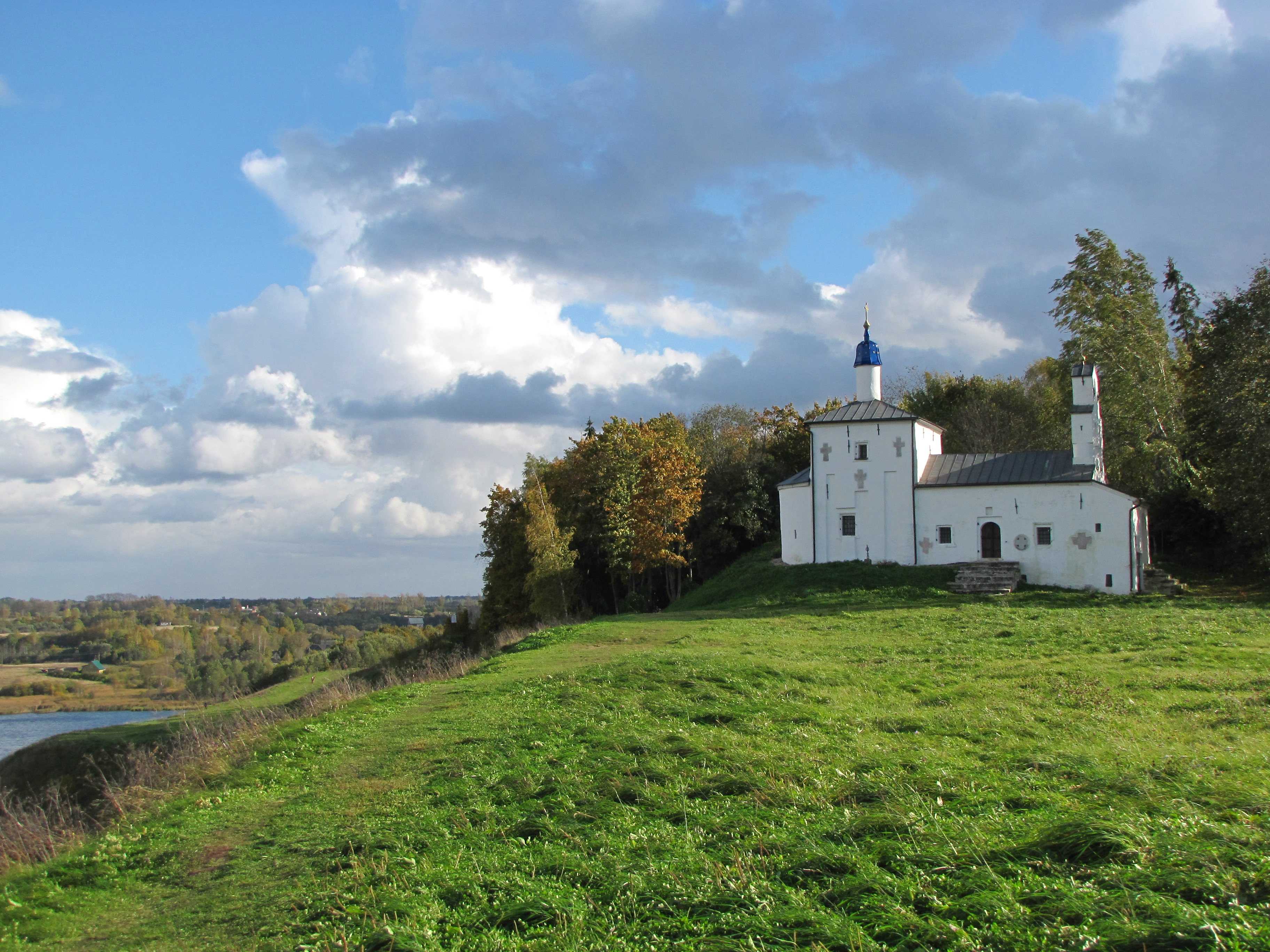
Церковь Николая Чудотворца на городище (XVII век)

## Научные исследования
Первые археологические раскопки в городище относятся к 1924 году, когда шведский археолог Биргер Нерман обнаружил средневековую гончарную керамику и фрагменты скандинавских предметов.
В 1946 году началась археологическая экспедиция Института истории материальной культуры АН СССР. По её результатам С. А. Тараканова сделала вывод, что славянское поселение на месте городища появилось не ранее VIII—IX вв., следовательно, Изборск значительно моложе Пскова.
Раскопками Псковской археологической экспедиции в 1953—1962 годах руководил Григорий Павлович Гроздилов.
В 1971 году на Изборском городище начала работать археологическая экспедиция Института археологии РАН под руководством В. В. Седова. В 1972 году был найден межевой камень XIV века с кириллической надписью, размером около 30×22 см и толщиной 15 см. Надпись состоит из двух частей: «мєзѧ» («межа») и «насѧ чсть воротькова» («наша часть Воротькова»).
Наконец, в 1974 году были впервые обнаружены остатки крепостных сооружений — руины каменной стены и примыкающие к ним канавки, интерпретированные как остатки деревянной стены, позднее объяснённой как стена детинца. Археологические исследования проводились до 1992 года.
В публикациях 2007 года Седов интерпретировал в городище пять периодов — два «догородских» (VIII—X века), период деревянного детинца (XI — начало XII века) и два более поздних (конец XII — начало XIV века).